# Ejército Popular Revolucionario
El Partido Democrático Popular Revolucionario-Ejército Popular Revolucionario (EPR) es una organización guerrillera de México. Su brazo político es el PDPR (Partido Democrático Popular Revolucionario). Históricamente, el EPR había desarrollado sus actividades en los estados mexicanos de Guerrero y Oaxaca, desde la década de los 60. Sin embargo, poco después de las elecciones generales de México de 2006 inició actividades de más amplio alcance y repercusión en la capital del país y otras áreas. Su primera aparición pública fue en Guerrero el 28 de junio de 1996, aniversario de la matanza de campesinos y copreros en el vado de Aguas Blancas, ordenada por el gobernador Rubén Figueroa Alcocer. Las autoridades mexicanas los han relacionado con los remanentes del Partido de los Pobres.

## Historia
Entre los años 60 y 70 nace en la Universidad Autónoma de Chilpancingo la Unión del Pueblo fundada por Jaime Baliwest y José María Ignacio Ortiz Vides (guerrillero guatemalteco), entre otros líderes de esa misma universidad. A finales de los años 70 la Unión del Pueblo se dividió en dos grupos, uno de ellos liderado por Héctor Heladio Hernández - este grupo es el Partido Revolucionario Obrero Clandestino Unión del Pueblo (PROCUP), fundado en el año 1978.
Posteriormente, el PROCUP se fusiona con otro grupo guerrillero llamado Partido de los Pobres, y a esta fusión se agregan más grupos que, con el tiempo, crearían el EPR (el 18 de mayo de 1994) y el Partido Democrático Popular Revolucionario (el 1 de mayo de 1996). En un principio al grupo lo asociaron con Sendero Luminoso, llegando a mencionar autoridades peruanas del Servicio de Inteligencia Nacional y la Dirección Nacional Contra el Terrorismo, de la Policía Nacional de Perú que Abimael Guzmán llegó a asesorar a la cúpula del grupo, mencionando (sin pruebas contundentes) de guerrilleros peruanos refugiados en México. El EPR desmintió esto en un comunicando que si bien también comparte el maoísmo con Sendero Luminoso, difiere totalmente de su práctica.

## Ideología

Bandera usada por el Partido Democrático Popular Revolucionario, brazo político y social del grupo

El PDPR-EPR además de reivindicar abiertamente la lucha de clases defiende un amplio programa político-económico socialista, encaminado a la instauración del comunismo en México. Propugna la nacionalización de la banca y de medios de comunicación como Grupo Televisa y TV Azteca. Su programa político insiste en la soberanía nacional mexicana frente al imperialismo estadounidense. y el desconocimiento de la deuda externa. En el programa social se destaca la especial atención a las comunidades campesinas y los pueblos indígenas de México. Además el grupo toma inspiración del movimiento estudiantil del 68, siendo la conmemoración de la Matanza de Tlatelolco una fecha importante para el grupo. El grupo también se pronunció contra la violencia racial y legal que sufren los migrantes en los Estados Unidos, y teorizaba que servicios de inteligencia como el FBI mantenía vigilancia junto con el gobierno federal al movimiento guerrillero en México.
Para lograr estos objetivos, el PDPR se declara explícitamente por la "autodefensa armada" en respuesta a la "guerra de baja intensidad" utilizando como forma de acción revolucionaria la Guerra Popular prolongada. como dicho por ellos en su primer comunicado:

La formación del ejército revolucionario, está basada en las tesis marxistas-leninistas relativas a la organización militar del proletariado, en la experiencia internacional de las luchas campesinas y proletarias, en los movimientos de liberación nacional y antiimperialistas, así como en las experiencias estratégicas, tácticas y organizativas que en la guerra regular, irregular e insurreccional ha desarrollado nuestro pueblo en el curso de su historia.

El 7 de julio de 1995, miembros del entonces Brigada Campesina de Ajusticiamiento (antecedente del EPR), se adjudicó una emboscada contra policías estatales en una carretera del municipio de Cualác, que dejó cinco uniformados muertos.

## Actividades

### Primeras ofensivas
El EPR fundamentalmente opera en Guerrero, Oaxaca y Chiapas, aunque ha tenido actividad en una decena de estados mexicanos. Su primera aparición pública data del 28 de junio de 1996, durante un acto luctuoso en memoria de 17 campesinos asesinados por fuerzas policiales de Guerrero en la masacre de Aguas Blancas (llamada así por el nombre del lugar donde ocurrió, el vado de Aguas Blancas, Guerrero). Los asesinados pertenecían a la Organización Campesina de la Sierra Sur (OCSS),publicando el mismo día el Manifiesto de Aguas Blancas, comunicado donde describen su accionar y los objetivos del grupo. Ese mismo día, en Zumpango del Río, Guerrero, guerrilleros del EPR bloquearon la carretera federal que se dirigía a Chilpancingo, resultando heridos tres policías. El 16 de julio de 1996, en la comunidad de El Ahuejote, municipio de Tixtla, el EPR emboscó al Ejército Mexicano, muriendo un civil. En un comunicado el grupo niega alguna baja de su bando. En otros comunicados niega extorsionar a la población, llamándolo un "burdo intento de difamación", además de llamar montaje al arrastro de ocho supuestos miembros por parte del ejército. 
En esta primera etapa del grupo comienza una insurgencia en los estados de Guerrero y Oaxaca (así como acciones esporádicas en otros estados), teniendo como resultados la respuesta rápida y agresiva por parte del ejército. 
Después de esta ofensiva, sobrevino una serie detenciones y arrestos extrajudiciales, las cuales varias organizaciones hicieron hincapié en posibles violaciones a derechos humanos.
A inicio de año el EPR comenzó a publicar comunicados desde inicios de año, siguiendo solidarizándose con varias causas sociales alrededor del país, además de mencionar estar listos para reanudar la campaña armada.
Entre el 6 y 7 de febrero la periodista Blanche Petrich realizó una entrevista a los dirigentes del EPR donde profundizaban en su ideario, movilización tanto armada como política, así como sus proyectos para el nuevo milenio (el grupo también fue entrevistado por Rosy Ramales el 27 de febrero y por Jean Francoise Boyer el 31 de mayo) Ejemplo de esto fue la campaña de propaganda que realizó el grupo en estados como Estado de México, Guerrero, Michoacán entre otros que incluyó enfrentamiento con las autoridades. En esta segunda ofensiva el EPR, el grupo intensifica su campaña armada contra las fuerzas de seguridad. En este periodo la publicación de "El Insurgentes" comienza a tener una edición más regular, y su actividad armada disminuye, pero no la publicación de sus comunicados. A fines de 1999, el EPR negó estar involucrado en la huelga estudiantil de 1999, pero mostrando simpatía por el movimiento.

### Alerta de desapariciones forzadas
El 7 de agosto el EPR (y algunos sectores de la población civil denunciaron la desaparición forzada del recluta del Ejército Fredy Nava Ríos (16 años), el campesino Miguel Castro Munillo alias "Fabían" (38 años), y el combatiente del EPR, Benito Bahena Maldonado alías "Gustavo (24 años). El caso de desaparición fue denunciado por organizaciones como Amnistía Internacional reclamando la aparición con vida de los tres sujetos. El grupo también negó la participación o colaboración con políticos locales en los meses posteriores, viéndolo como un intento de difamación por fuerzas gubernamentales.

## Actividad en elsigloXXI
El 6 de noviembre de 2006 estallaron en México, D.F. tres artefactos durante la madrugada. Las explosiones tuvieron lugar en las instalaciones nacionales del PRI, frente al Tribunal Electoral del Poder Judicial de la Federación (TEPJF), al sur de la ciudad, donde también resultó dañada una sucursal bancaria; posteriormente se desactivó otra bomba. Solo se produjeron daños materiales. La colocación de las cargas explosivas fue atribuida por el gobierno de Vicente Fox Quesada al EPR, sin que los guerrilleros se pronunciaran al respecto.
El 10 de julio de 2007 se atribuyeron al EPR dos atentados contra líneas de gas de Petróleos Mexicanos (Pemex) en Salamanca (Guanajuato), Celaya y Valle de Santiago, Guanajuato (el 5 de julio), y en Querétaro Arteaga (el 10 de julio), ambos a la 1:00, demandando la liberación de algunos miembros (Edmundo Reyes Amaya, Raymundo Rivera Bravo y Gabriel Alberto Cruz Sánchez) que se encontraban presos y/o desaparecidos desde principios de ese año en Oaxaca. Sin embargo, existen ciertas dudas sobre la autenticidad del supuesto comunicado donde el EPR se atribuía los atentados (ver #comunicados).
El 10 de julio de 2007 salió a la luz pública el primer comunicado reivindicativo de esta organización en relación con los atentados en los ductos de PEMEX, donde desmentía la versión oficial del gobierno mexicano (que en un principio aseguró que las explosiones de los oleoductos habían sido producto de una serie de accidentes), reivindicando y adjudicándose la autoría de los siniestros. Sin embargo, ha existido cierta controversia sobre la autoría real de los ataques. José Luis Piñeiro, catedrático de la Universidad Autónoma Metropolitana y experto en temas de seguridad nacional, señaló que fue prematura e improbable la atribución de autoría al EPR, desconfiando de la información ofrecida por el ejecutivo mexicano.
El 11 de julio de 2007 se desactivaron varias páginas electrónicas que fungían como órganos de información del EPR y PDPR.. Sin embargo, aún queda disponible en línea otra fuente asociada al PDPR-EPR
El 10 de septiembre de 2007 ocurrieron nuevas explosiones en ductos de Pemex en los estados mexicanos de Veracruz y Tlaxcala, así como en la costa del Golfo de México, hechos que nuevamente fueron atribuidos al EPR por las autoridades. Los atentados, que fueron simultáneos, tuvieron lugar alrededor de las 2:00 (hora del centro de México). No fueron reivindicados hasta el día 11 de septiembre. La motivación atribuida a los atentados es la exigencia del EPR al gobierno mexicano del regreso con vida de dos de sus camaradas: Edmundo Reyes Amaya y Gabriel Alberto Cruz Sánchez. El EPR denuncia que estos activistas se encuentran presos en cárceles mexicanas clandestinas.
El 9 de julio de 2017 Fueron liberados dos indígenas (Álvaro Sebastián Ramírez y Abraham Ramírez) acusados de pertenecer al grupo y haber participado en el ataque armado que realizó el EPR el 28 de agosto de 1996 en La Crucecita, Huatulco. Solo queda en prisión Zacarías Pascual García López, quien se encuentra recluido en el penal de Miahuatlán.
En febrero de 2019 el grupo lanza un comunicado donde rechazan la creación de la Guardia Nacional de México y tachan al Presidente Andrés Manuel López Obrador de "Político de Turno, argumentando que "constituye la continuidad del Estado policiaco militar y el reforzamiento de la militarización en todo el territorio nacional, aquella existe de facto y opera en diferentes estados de la República aún sin la formalidad constitucional”.
En enero de 2020, en el número 198 de su órgano de difusión, criticaron al gobierno de López Obrador por “conservar los esquemas e hilos conductores de neoliberalismo”, personificado en el empresario Alfonso Romo, su amigo y enlace con los empresarios en la era posterior al Partido Revolucionario Institucional (PRI).

## Otras referencias
- Centro de Documentación de los Movimientos Armados
- Pavón Cuéllar, D. y Vega, M. L. (2005). Lucha eperrista. Buenos Aires: Cedema.
- Castellanos, L. (2007). México armado: 1943-1981. Epílogo y cronología de Alejandro Jiménez Martín del Campo. México: Biblioteca ERA. 383 pp. ISBN 968.411.695.0 ISBN 978.968.411.695.5
- Lofredo, J. (2013). La generación Aguas Blancas. Organizaciones armadas clandestinas mexicanas. Entrevistas y notas. Buenos Aires: Cedema.
- Partido Democrático Popular Revolucionario-Ejército Popular Revolucionario: Comunicados. En Centro de Documentación de los Movimientos Armados (CeDeMA), se actualiza periódicamente.